# Spiral Scratch
Spiral Scratch è l'EP di esordio della band punk rock inglese Buzzcocks, pubblicato il 29 gennaio del 1977.

## Il disco

### Registrazione
Spiral Scratch fu registrato dai Buzzcocks alla fine del 1976, circa 6 mesi dopo la formazione del gruppo. La registrazione ebbe un costo di circa 500 sterline, che i membri della band racimolarono attraverso una colletta tra amici e familiari. Il critico musicale Simon Reynolds, nel libro Post-punk: 1978-1984 evidenzia come si tratti di uno dei primi album registrati seguendo un'etica DIY.
Una volta pubblicato l'album il frontman Howard Devoto abbandonò il gruppo per dedicarsi al suo nuovo progetto, i Magazine.
Il produttore del disco fu Martin Hannett, figura molto importante per lo sviluppo della scena punk e Post-punk a Manchester e dintorni.

### Influenze
L'assolo della canzone Boredom fu inserito all'inizio della prima traccia del successivo LP dei Buzzcocks, Another Music in a Different Kitchen, come omaggio da parte del chitarrista Pete Shelley all'ex membro Howard Devoto.

## Tracce
(Tutti pezzi furono composti da Devoto e Shelley)
Lato A
1. Breakdown - 1:58
2. Time's Up - 3:07

Lato B
1. Boredom - 2:51
2. Friends of Mine - 2:15

## Formazione
- Howard Devoto (voce)
- Pete Shelley (chitarra e cori)
- Steve Diggle (basso)
- John Maher (batteria)